# 中华人民共和国核安全法
《中华人民共和国核安全法》是一部中华人民共和国法律，该法律于2017年9月1日在第十二届全国人民代表大会常务委员会通过，并于2018年1月1日起施行。

## 立法缘由
《中华人民共和国核安全法》的第一条是“为了保障核安全，预防与应对核事故，安全利用核能，保护公众和从业人员的安全与健康，保护生态环境，促进经济社会可持续发展，制定本法。”

## 实施
《中华人民共和国核安全法》的最后一条是“本法自2018年1月1日起施行。”